# プルゼニ・トロリーバス
プルゼニ・トロリーバス（チェコ語: Trolejbusová doprava v Plzni）は、チェコの都市・プルゼニ市内のトロリーバス。現存するチェコのトロリーバスの中で最も長い歴史を有しており、2021年現在は路面電車（プルゼニ市電）や路線バスと共にプルゼニ市が全株を所有するプルゼニ市交通会社（Plzeňské městské dopravní podniky、PDMP）によって運営されている。

## 歴史
プルゼニで最初に登場したトロリーバス路線は、1924年にプルゼニ市に併合されたドゥブラフカ地区（Doubravka）方面の路線である。ドゥブラフカ地区へは当初路面電車（プルゼニ市電）を延伸する計画が立てられていたが、建設費用に加え鉄道の線路の下を潜る地下道や古い石造りの橋梁などの線形条件などが要因となり、当時世界各地で注目を集めていたトロリーバスを導入する事が決定した。本格的なプロジェクトは1939年から始まり、第二次世界大戦下という状況ながらも建設は進められ、1941年4月9日から営業運転を開始した。続けて数週間後には中央墓地（Ústřednímu hřbitovu）方面への路線が開通している。
大戦中の空襲による被害からの復興を経て、本格的な路線網の拡張が始まったのは1940年代後半以降で、主に郊外へ向けての延伸が積極的に実施され、中には路面電車を置き換える形でトロリーバスが開通した区間も存在した。1960年代以降は当時のチェコスロバキアでのモータリーゼーションにより延伸が停滞したものの、1975年以降再度一部区間の延伸が行われた他、チェコスロバキア末期の1988年1月にも一部の路線バス区間を転換する形で市内中心部の路線が開通した。その一方で、1970年代後半には一部区間が路線バスや路面電車へ置き換えられ廃止されている。
ビロード離婚によるチェコ共和国の成立以降、プルゼニ市内の公共交通機関の運営を行っているプルゼニ市交通会社はノンステップバスやGPSを用いた位置情報システムの導入といった近代化を継続的に行っている。その中で2010年8月27日には、計画から15年を費やしたボルスケポール（Borských Polích）の工業地帯へ向かう全長3.6 kmの路線が開通しており、2021年現在これが最新の延伸区間となっている。

## 系統

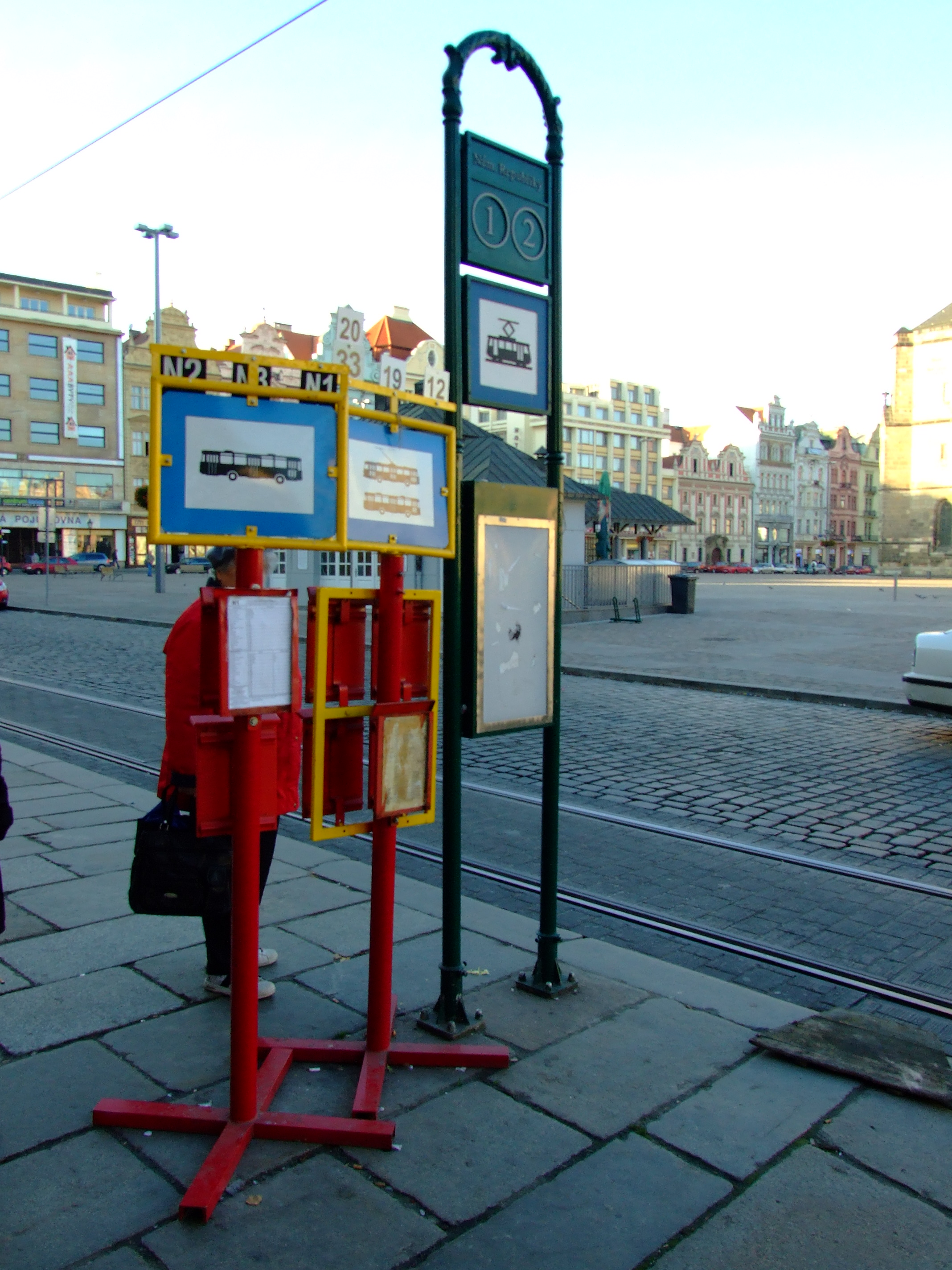
路面電車や路線バスと共有するバス停（2008年撮影）

2021年現在、プルゼニ市内には以下のトロリーバス路線が存在する。そのうちN7号線は夜間に運行する深夜バスである。
| 系統番号 | 起点              | 終点          | 備考     |
| -------- | ----------------- | ------------- | -------- |
| 10       | Tylova            | Černice       |          |
| 11       | Ústřední hřbitov  | Křimice       |          |
| 12       | Letkov, V Podlesí | Nová Hospoda  |          |
| 13       | Na Dlouhých       | NC Černice    |          |
| 14       | Pařížská          | Sídliště Bory |          |
| 15       | Lobzy             | Nová Hospoda  |          |
| 16       | Doubravka         | Sídliště Bory |          |
| 17       | Doubravka         | Nová Hospoda  |          |
| 18       | CAN Husova        | Borská Pole   |          |
| N7       | Mrakodrap         | Nová Hospoda  | 深夜バス |

## 車両
プルゼニ市内のトロリーバス路線には、1941年の開通時から2021年現在に至るまでシュコダ製のトロリーバス車両が継続的に導入されており、1990年代後半以降はバリアフリーに適したノンステップバスが運用に就いている。また、歴代のトロリーバス車両がプルゼニ市交通会社を始め各地で保存されており、動態保存運転が可能な車両も多い。

### 現有車両
2021年現在プルゼニ・トロリーバスに在籍する車両は以下の通り。これらのうち、シュコダ26Tr ソラリスおよびシュコダ27Tr ソラリスについては2023年以降増備計画が存在する。
| 形式                    | 形式                    | 両数 | 備考                                         |
| ----------------------- | ----------------------- | ---- | -------------------------------------------- |
| シュコダ24Tr イリスバス | シュコダ24Tr イリスバス | 18両 |                                              |
| シュコダ25Tr イリスバス | シュコダ25Tr イリスバス | 5両  | 連節バス                                     |
| シュコダ26Tr ソラリス   | シュコダ26Tr ソラリス   | 24両 | 一部車両はディーゼル発電機および充電池を搭載 |
| シュコダ27Tr ソラリス   | シュコダ27Tr ソラリス   | 49両 | 連節バス 一部車両は充電池を搭載              |

- シュコダ24Tr イリスバス
（2008年撮影）
- シュコダ25Tr イリスバス
（2016年撮影）
- シュコダ26Tr ソラリス
（2016年撮影）
- シュコダ27Tr ソラリス
（2016年撮影）

### 過去の車両・保存車両

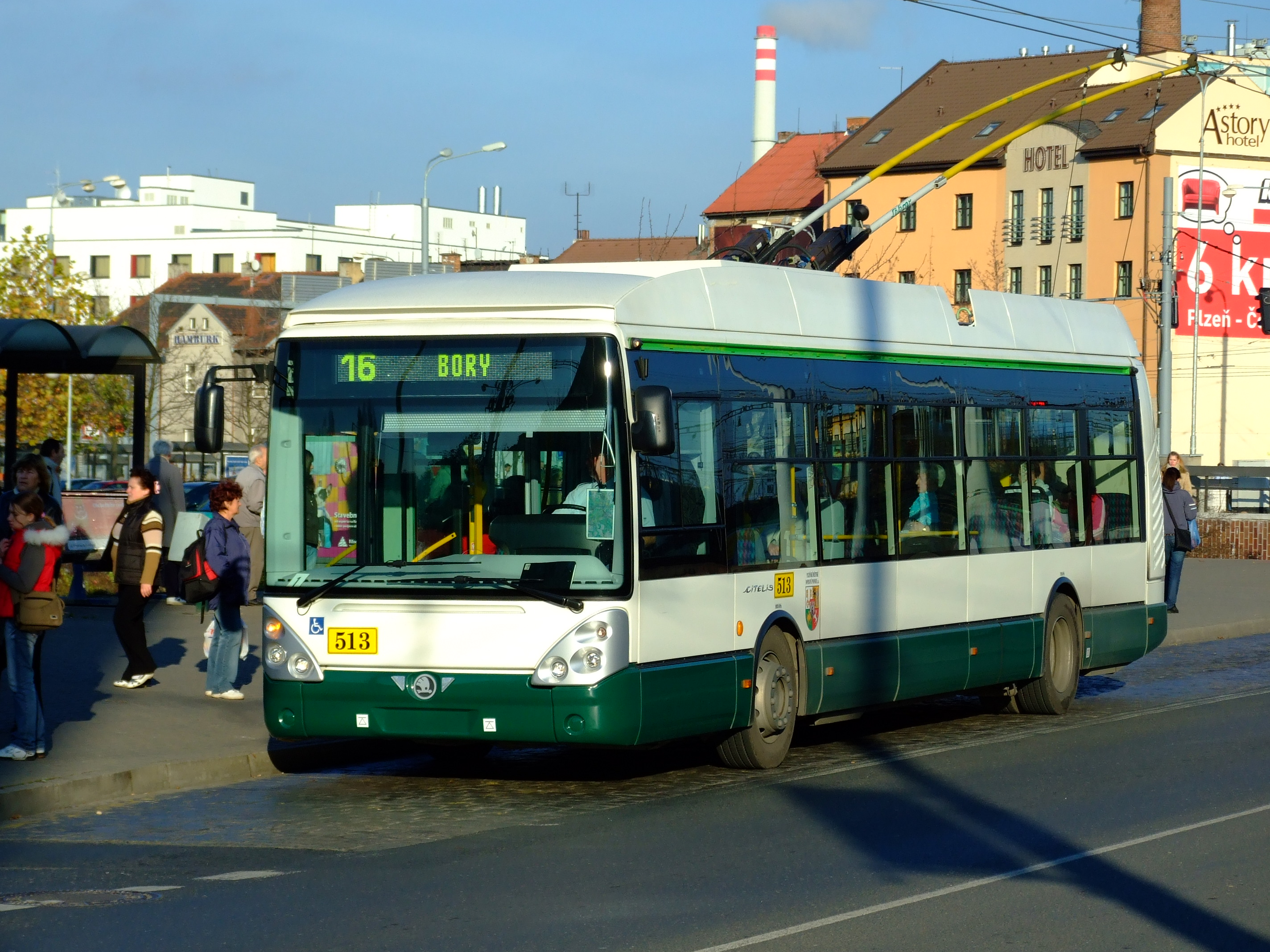
シュコダ3Tr （2018年撮影）
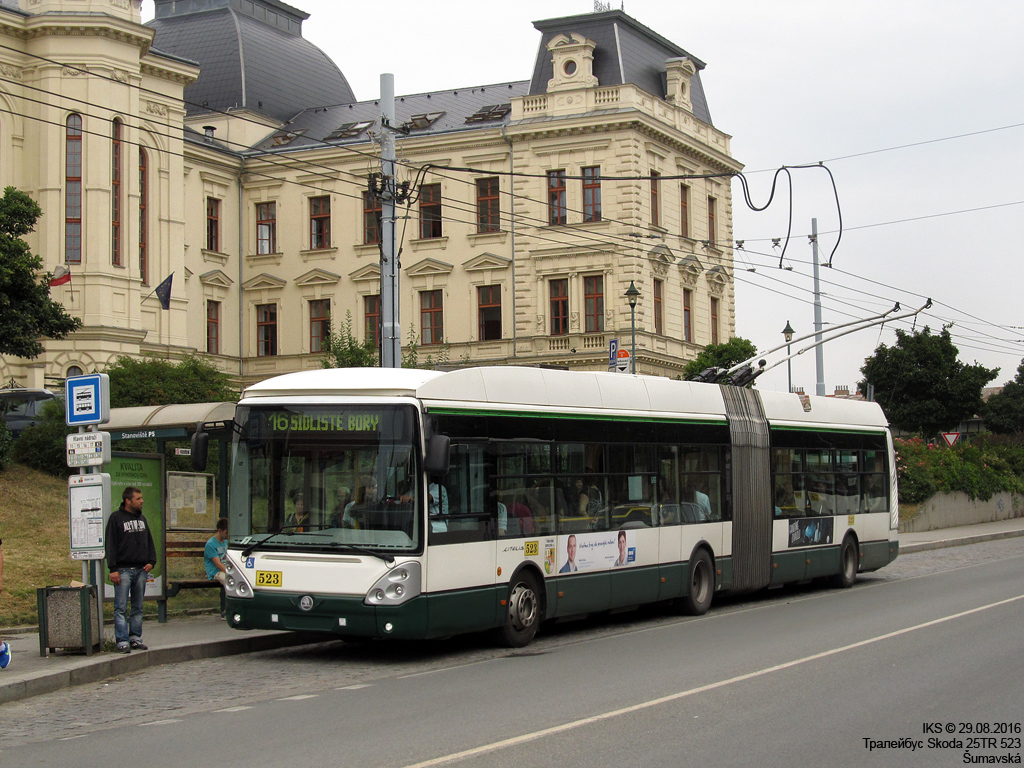
シュコダ6Tr（右） （2006年撮影）
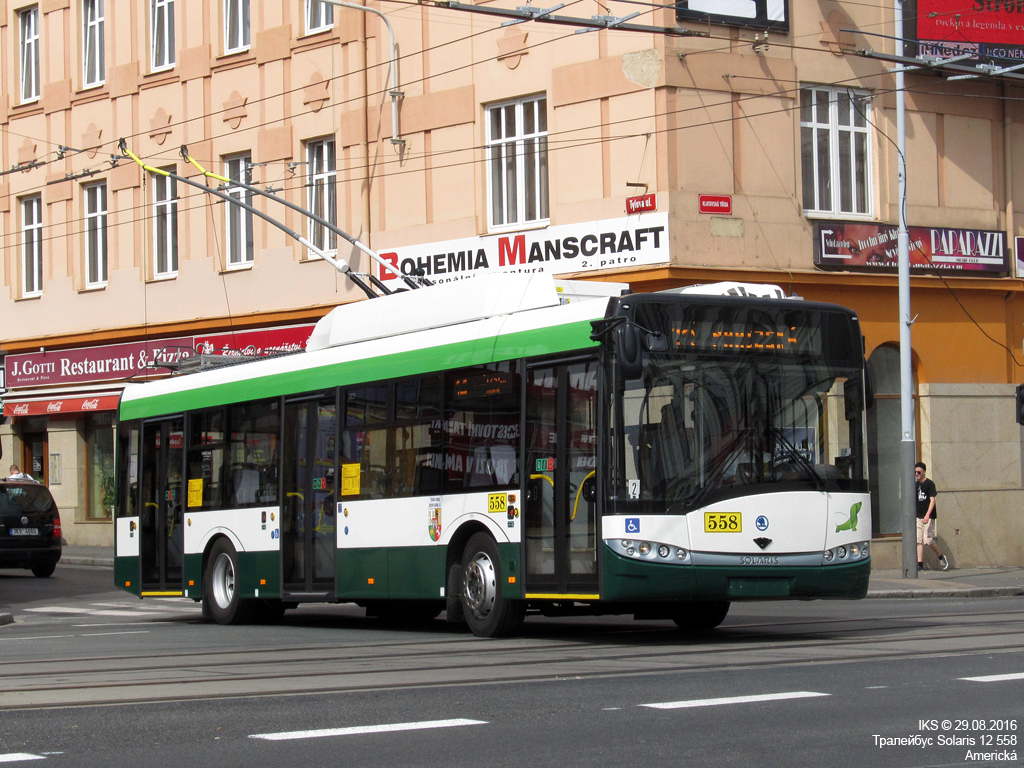
シュコダ9Tr （2019年撮影）
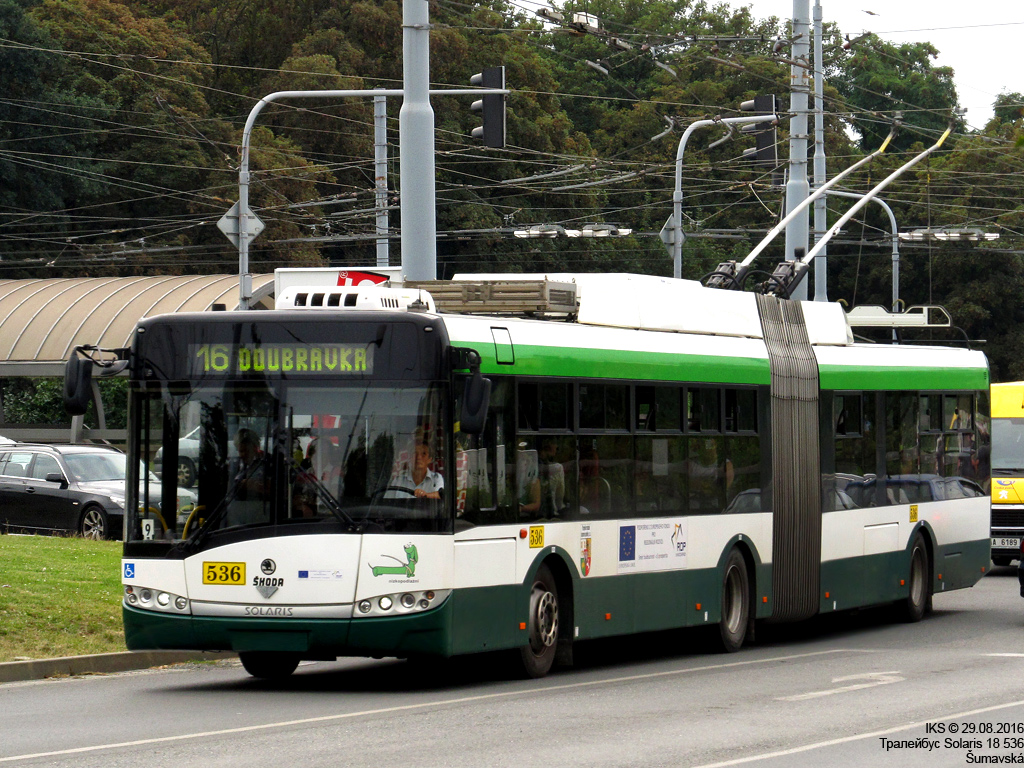
シュコダT11 （2011年撮影）

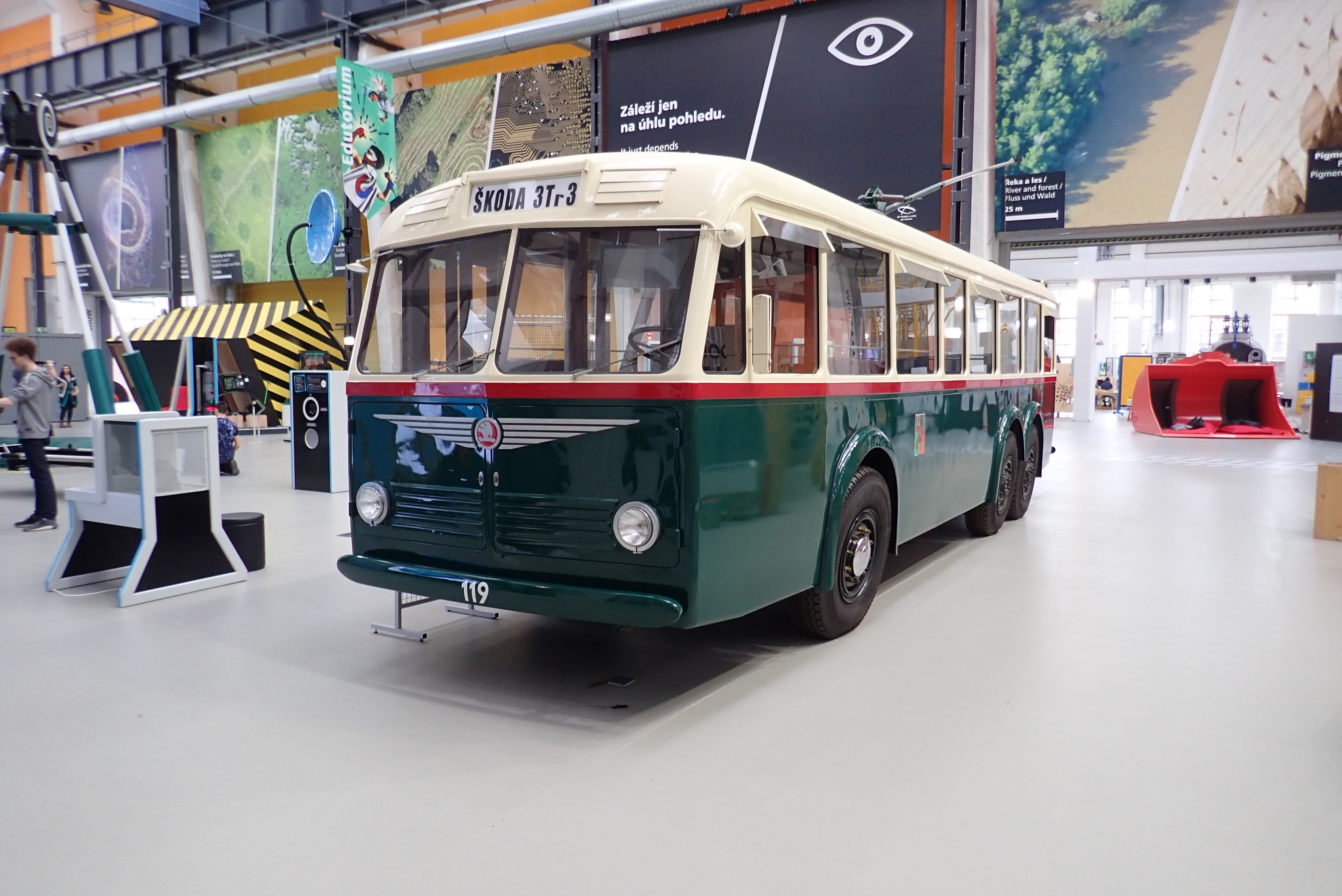
シュコダ14Tr
（1994年撮影）
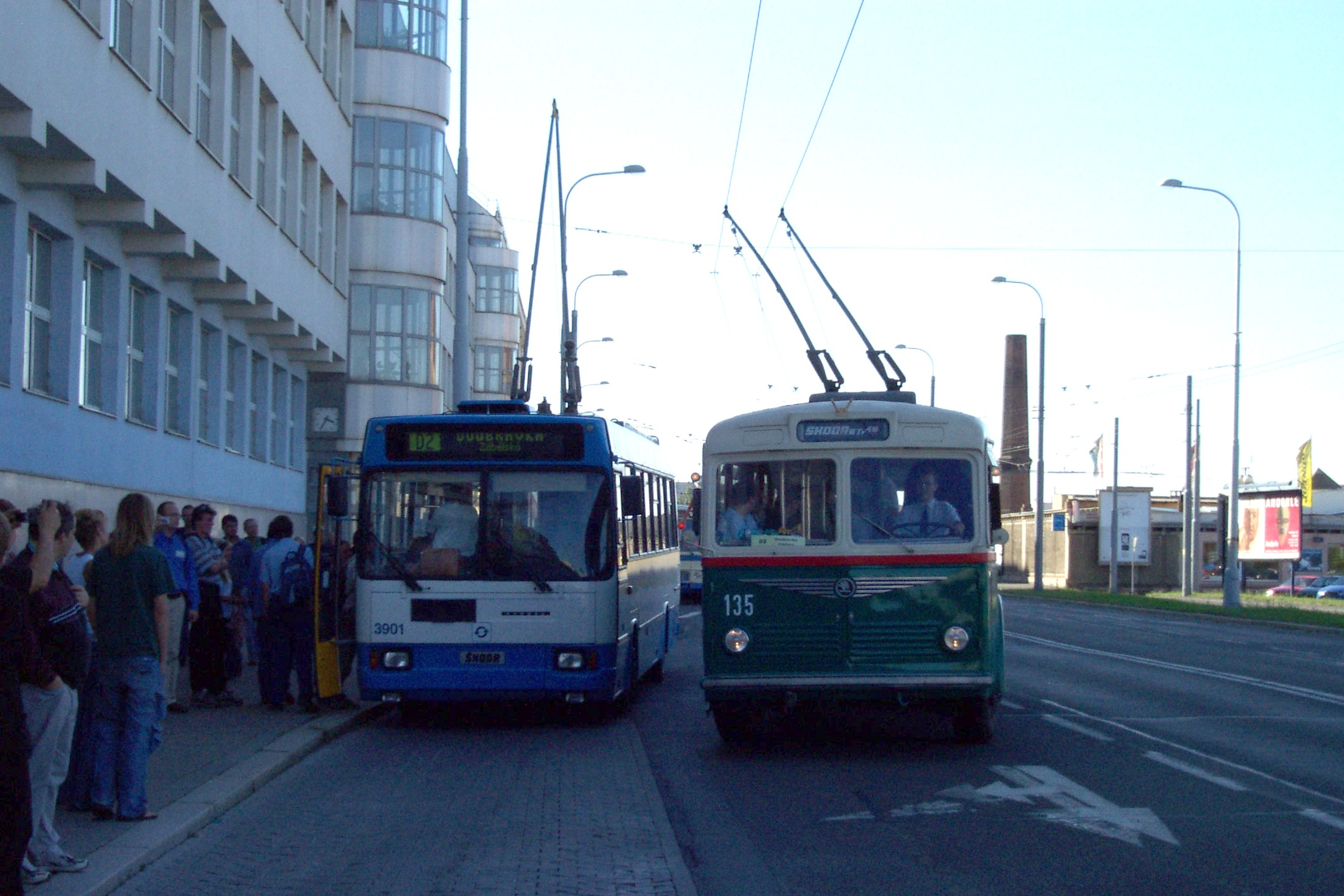
シュコダ15Tr
（1994年撮影）
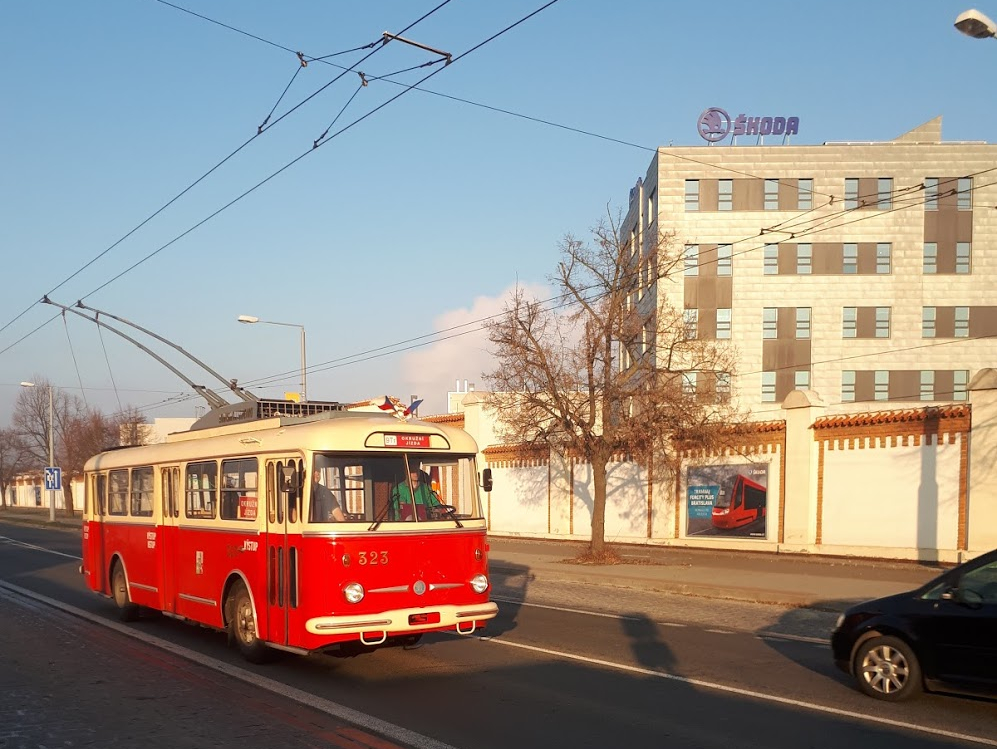
シュコダ21Tr （2008年撮影）
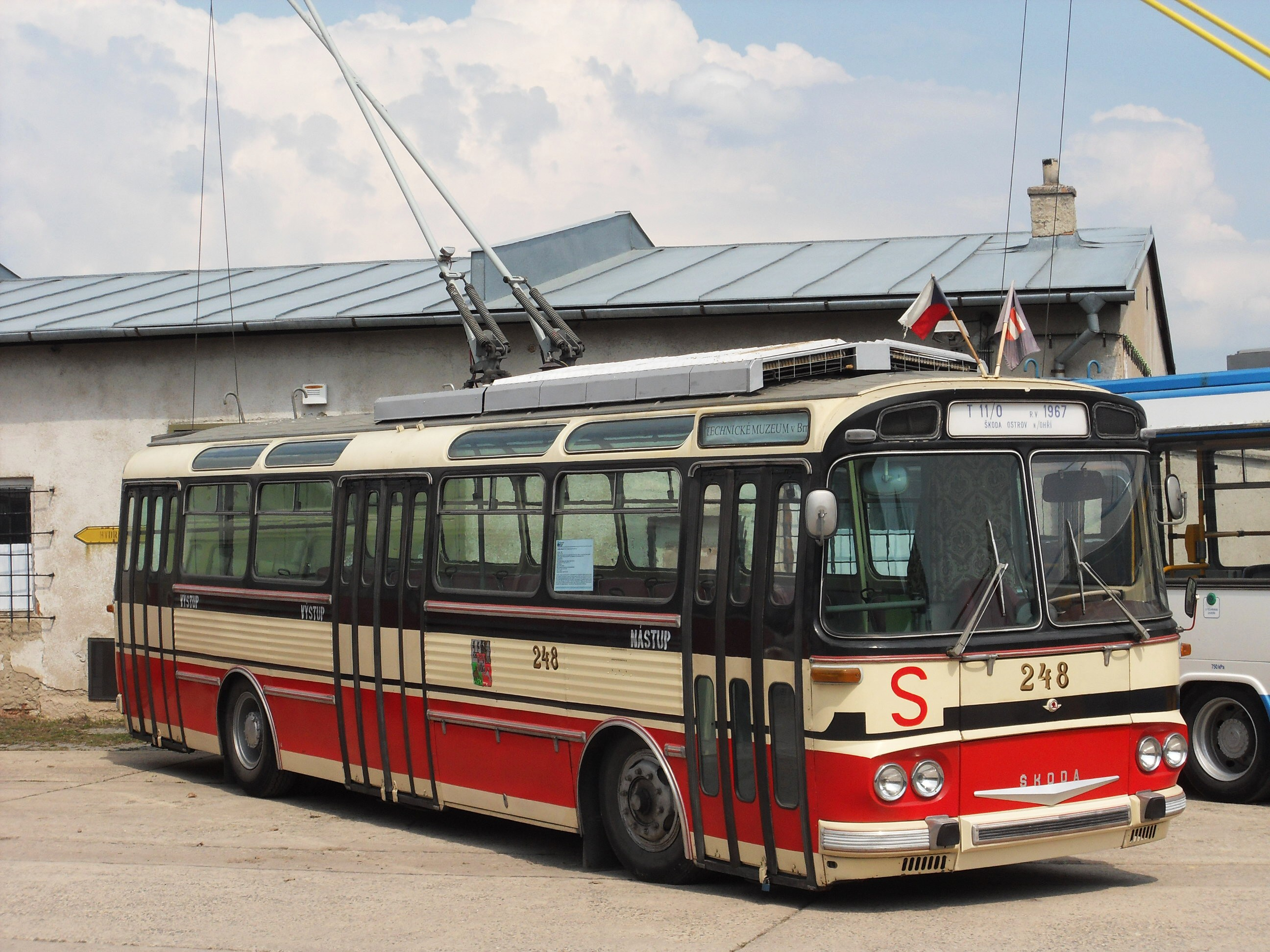
シュコダT11 （2011年撮影）
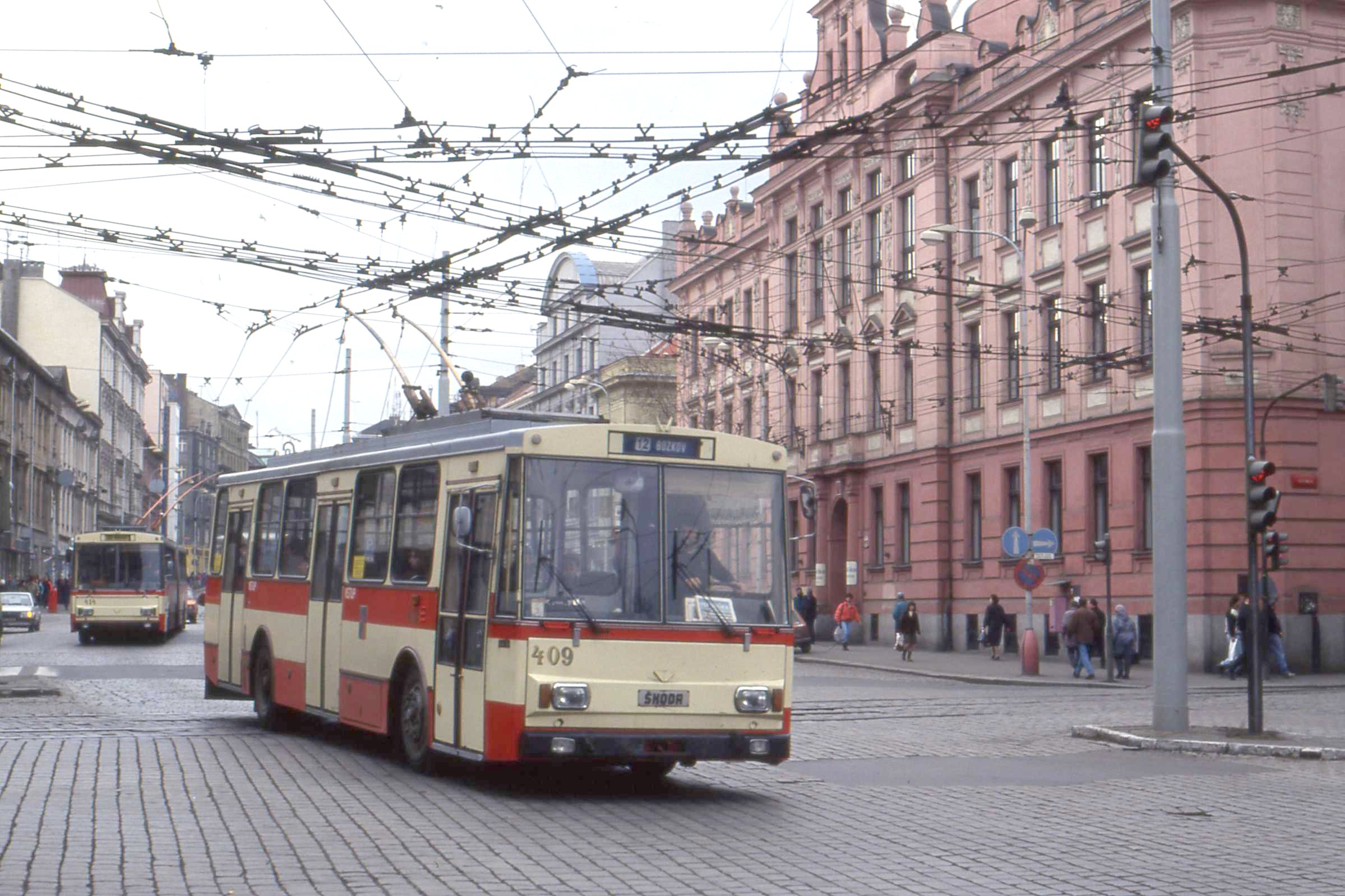
シュコダ14Tr （1994年撮影）
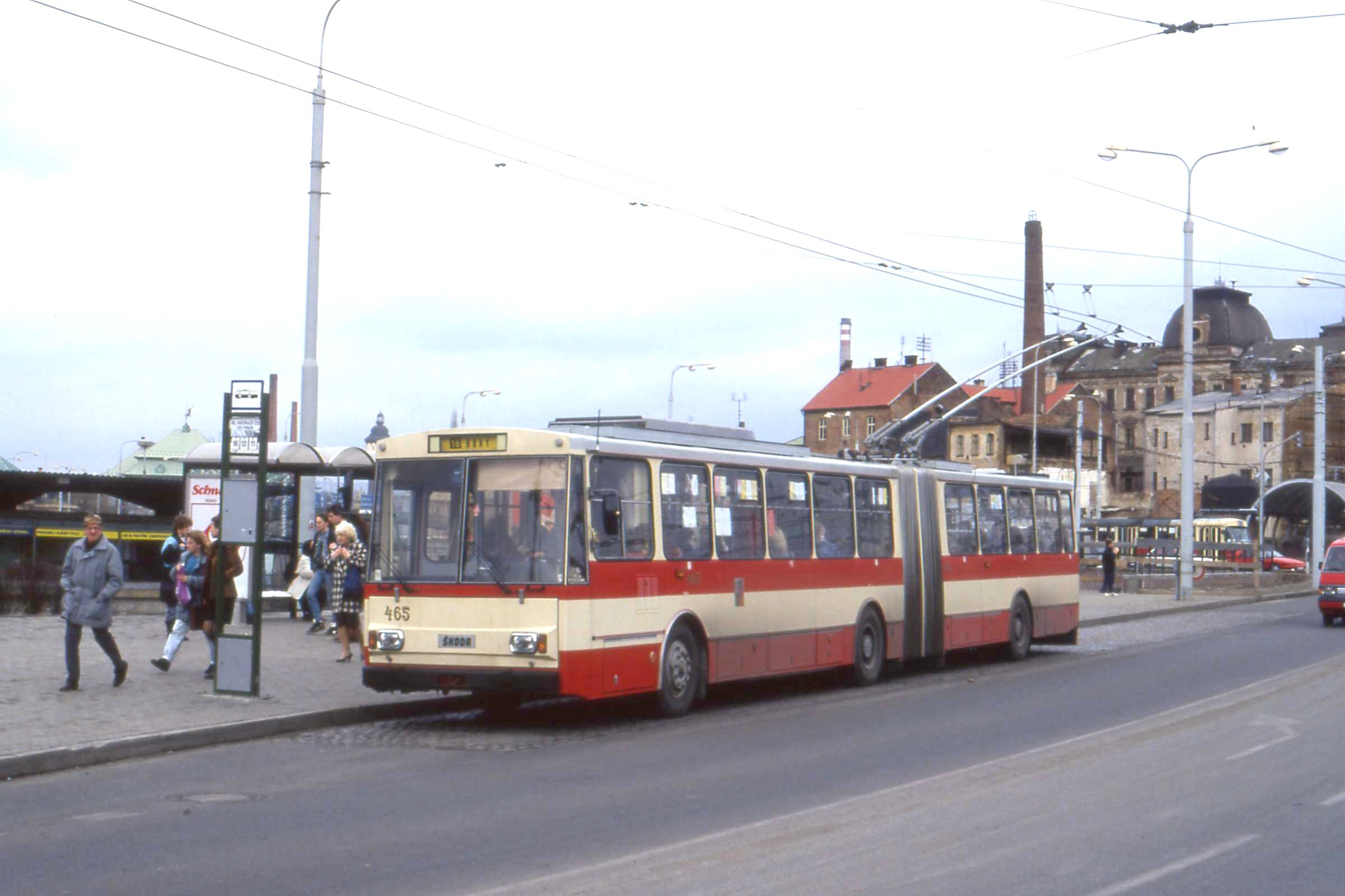
シュコダ15Tr （1994年撮影）
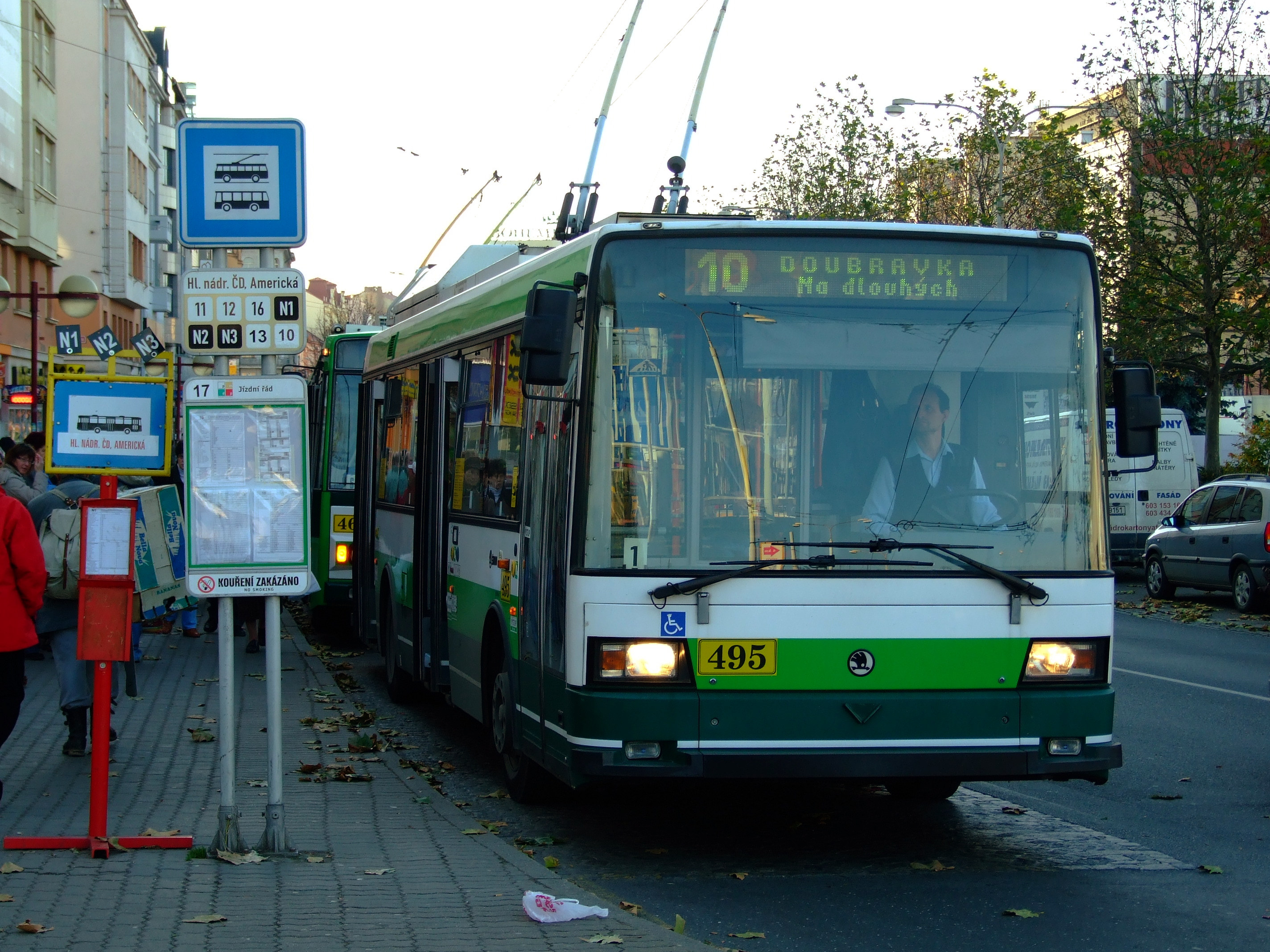
シュコダ21Tr （2008年撮影）

## 参考資料
- Plzeňských městských dopravních podniků, a.s (2011-6). Plzeňské trolejbusy slaví 70 let 2021年12月27日閲覧。.